# Tokat Belediye Plevnespor (volley-ball masculin)
Tokat Belediye Plevnespor est un club turc de volley-ball fondé en 1994 et basé à Tokat qui évolue pour la saison 2015-2016 en Acıbadem Erkekler Voleybol Ligi.

## Effectifs

### Saison 2015-2016
| No                                                                                 | Nom                                                                                | Date de naissance                                                                  | Taille                       | Poids                        | Poste                        |
| ---------------------------------------------------------------------------------- | ---------------------------------------------------------------------------------- | ---------------------------------------------------------------------------------- | ---------------------------- | ---------------------------- | ---------------------------- |
| 1                                                                                  | Turgay Doğan                                                                       | 14 février 1984                                                                    | 187                          | 79                           | Réceptionneur-attaquant      |
| 2                                                                                  | Gökhan Çatal                                                                       | 14 février 1990                                                                    | 192                          | 90                           | Passeur                      |
| 3                                                                                  | Ali Samet İçmeğiz                                                                  | 11 mai 1989                                                                        | 197                          |                              | Central                      |
| 5                                                                                  | Vefa Yılmaz                                                                        | 24 avril 1982                                                                      | 190                          | 89                           | Passeur                      |
| 6                                                                                  | Hasan Balcıoğlu                                                                    | 3 avril 1986                                                                       | 184                          |                              | Réceptionneur-attaquant      |
| 8                                                                                  | Taner Kabakçı                                                                      | 28 avril 1989                                                                      | 202                          |                              | Central                      |
| 9                                                                                  | Oleksandr Statsenko                                                                | 10 novembre 1983                                                                   | 200                          | 88                           | Attaquant                    |
| 10                                                                                 | Fırat Ezel Filiz                                                                   | 29 octobre 1988                                                                    | 198                          | 100                          | Réceptionneur-attaquant      |
| 11                                                                                 | Bekir Sarıkaya                                                                     | 27 juin 1990                                                                       | 193                          |                              | Central                      |
| 12                                                                                 | Jorge Sánchez Salgado                                                              | 23 mars 1985                                                                       | 197                          | 81                           | Réceptionneur-attaquant      |
| 13                                                                                 | Semih Çelik                                                                        | 29 novembre 1988                                                                   | 186                          |                              | Libero                       |
| 14                                                                                 | Yusuf Erdem                                                                        | 25 juin 1991                                                                       | 196                          |                              | Attaquant                    |
| 16                                                                                 | Rozalin Penchev                                                                    | 11 décembre 1994                                                                   | 197                          | 79                           | Réceptionneur-attaquant      |
| 17                                                                                 | Ertan Ertekin                                                                      | 23 mars 1983                                                                       | 195                          |                              | Réceptionneur-attaquant      |
|                                                                                    |                                                                                    |                                                                                    |                              |                              |                              |
| Encadrement technique                                                              | Encadrement technique                                                              |                                                                                    | Légende                      | Légende                      | Légende                      |
| Entraîneur : Jesús Savigne                                                         | Entraîneur : Jesús Savigne                                                         | Entraîneur : Jesús Savigne                                                         | : Capitaine                  | : Capitaine                  | : Capitaine                  |
| Entraîneur(s) adjoint(s) : Ali Rıza Tayoğlu Entraîneur(s) adjoint(s) : Fikret Ayan | Entraîneur(s) adjoint(s) : Ali Rıza Tayoğlu Entraîneur(s) adjoint(s) : Fikret Ayan | Entraîneur(s) adjoint(s) : Ali Rıza Tayoğlu Entraîneur(s) adjoint(s) : Fikret Ayan | : Joueur blessé actuellement | : Joueur blessé actuellement | : Joueur blessé actuellement |